# Vladimir Kokovtsov
Vladimir Nikolajevitj Kokovtsov, född 1853 i Novgorod, död 1943 i Paris, var en rysk greve, politiker och ministerpresident (regeringschef). 
Kokovtsov var finansminister 1904-1905 och 1906-1914. Efter mordet på Pjotr Stolypin 1911 utnämndes Kokovtsov även till ministerpresident och kvarstod i denna tjänst till 1914 då han pensionerades. Han var en av Rysslands främsta finansspecialister och drev som ministerpresident en moderat utrikespolitik.
Kokovtsov hade en ansträngd relation till Sergej Witte sedan han tjänstgjort under denna på finansministeriet i mitten av 1890-talet. Denna konflikt var anledningen till Kokovtsovs avhopp från regeringen 1905-1906 vilket sammanföll med Wittes tid som ministerpresident.
Efter ryska revolutionen flydde Kokovtsov till Paris där han ingick i kretsen av framstående ryska emigranter. Hans memoarer, Out of my past, publicerades 1935.